# 1918

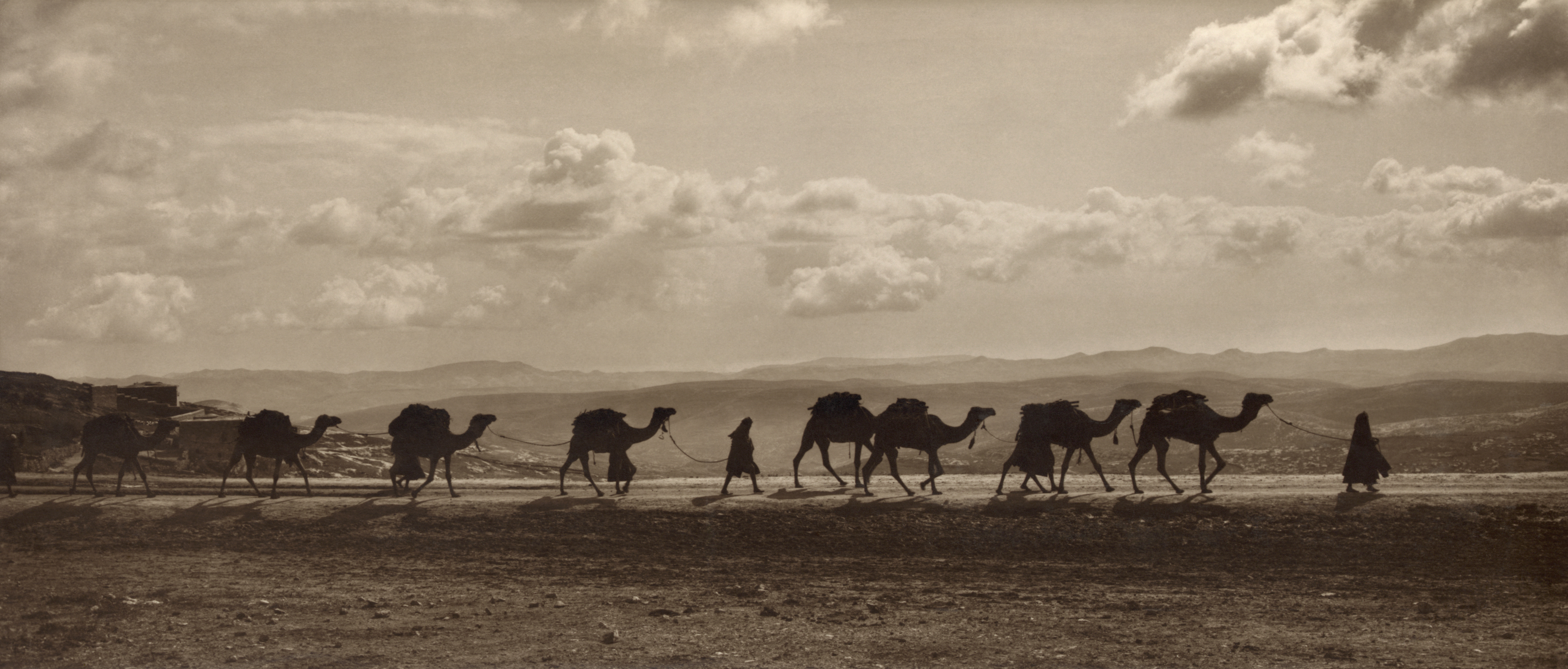
Egyptisch kamelentransport in 1918

Het jaar 1918 is een jaartal volgens de christelijke jaartelling.

## Gebeurtenissen
januari
- 4 - Hogarth Message: De Britten verklaren dat de komst van de zionisten geen nadelige invloed heeft op de rechten van de bestaande (meest Arabische) bewoners van Palestina.
- 6 - In het Petrogradse Taurisch Paleis komt de Russische Grondwetgevende Vergadering bijeen. De Bolsjewieken, die in de minderheid zijn, ontbinden haar al de volgende dag.
- 8 - (VS) - President Woodrow Wilson presenteert in het congres zijn 14-puntenprogramma voor de vrede.
- 9 - Letland verklaart zich onafhankelijk van Rusland.
- 10 - (Duitsland) - Vliegtuigconstructeur Hugo Junkers vraagt patent aan voor zijn laagdekker-vliegtuig.
- 14 - Een aanslag op Lenin mislukt.
- 17 - Nederland - In de stad Groningen breekt het sneeuwoproer uit; een menigte boze werklozen belaagt wethouder H.J. Sissingh van gemeentewerken omdat die 'slechts' 300 sneeuwruimers wil inhuren voor het schoonmaken van de stad. Bij gemeentewerken hadden zich zeker duizend werkzoekenden met sneeuwschoppen gemeld. Door de voortwoedende Eerste Wereldoorlog is er veel werkloosheid. Wethouder Sissingh komt er met wat builen en een kapotte hoed vanaf.
- 30 en 31 - Massale stakingen in de Duitse munitie- en metaalfabrieken, georganiseerd door de linksradicale Unabhängige Sozialdemokratische Partei Deutschlands en de Spartacusbond. De regering roept de noodtoestand uit, verricht een aantal arrestaties en stuurt duizenden stakers naar het front.
- 31 - De Pruisisch-Hessische staatsspoorwegen voeren als eerste spoorwegmaatschappij van Europa een doorlopend, automatisch remsysteem in.
- 31 - Sovjet-Rusland erkent de onafhankelijkheid van Finland.
- januari - Het eerste nummer verschijnt van Wendingen, maandblad over de kunsten, vooral gericht op de Amsterdamse School.

februari
- 3 - In de Franse stad Moulins ontploft een munitiedepot. Daarbij vallen tientallen doden. De materiële schade is enorm.
- 9 - Oekraïne sluit vrede met de centralen. Russisch Polen komt toe aan Oekraïne, Oekraïne zal graan leveren aan de centralen en Oostenrijk-Hongarije zal autonomie verlenen aan de Rutheense minderheid.
- 14 - (Sovjet-Rusland) - De juliaanse kalender wordt vervangen door de gregoriaanse, die ook in de westerse landen geldig is. De datum in Rusland springt daarmee 13 dagen naar voren.
- 16 - In Vilnius wordt de republiek Litouwen uitgeroepen. De nationalisten maken hierbij gebruik van de verwarring in Rusland na de Bolsjewistische revolutie.
- 18 - Duitsland hervat de krijgshandelingen tegen Sovjet-Rusland, om zo de druk op te voeren om de Vrede van Brest-Litovsk te aanvaarden. De Duitse troepen steken de Dvina over.
- 23 - Leon Trotski richt het Rode leger op.
- 25 - De Duitse troepen bereiken Reval en Narva.
- 26 - Douglas MacArthur neemt deel aan een Franse aanval op Duitse loopgraven. Hij ontvangt hiervoor het Croix de Guerre, en is daarmee de eerste Amerikaan die deze onderscheiding ontvangt.
- 27 - De Bijbeltragedie Jeremias van Stefan Zweig gaat in Zürich in première.
- 27 - Oprichting van de Nederlandsche Seintoestellen Fabriek in Hilversum, die moet voorzien in de behoefte van onder meer het leger tot elektronische communicatie met overzeese rijksdelen en de marine.
- 28 - Russische onderhandelaars bereiken Brest-Litovsk om opnieuw over vredesvoorwaarden te onderhandelen, nadat ze eerder zijn vertrokken vanwege de hoge territoriale eisen van Duitsland.

maart
- 2 - De Duitse troepen trekken Kiev binnen.
- 3 - In het fort van Brest-Litovsk sluiten de centrale mogendheden de vrede met Sovjet-Rusland. Finland, Estland, Letland, Litouwen, Polen en Oekraïne worden onafhankelijk.
- 4 - In het legerkamp Funston in Kansas, waar Amerikaanse troepen worden voorbereid op uitzending naar Europa, breekt een onbekende besmettelijke ziekte uit, die later de Spaanse griep zal gaan heten, en die wereldwijd meer slachtoffers zal maken dan de hele vierjarige oorlog.
- 11 - De Duitse zeppelin LZ104 voert een luchtbombardement op Napels uit.
- 20 - De Verenigde Staten vorderen alle Nederlandse en dus neutrale vrachtschepen in Amerikaanse havens voor graanvervoer. De Nederlandse regering moet zich erbij neerleggen, omdat ze afhankelijk is van graaninvoer uit de VS. Maar koningin Wilhelmina noemt het "schepenroof".
- 21 - Begin van Kaiserschlacht, het Duitse slotoffensief aan het Westelijk Front. Het Parijs-Geschut, extreem lange-afstandsartillerie dat vanaf de frontlijn Parijs bestookt, wordt voor het eerst afgevuurd.
- 21 (5 maart OS) De hoofdstad van Sovjet-Rusland wordt verplaatst van Petrograd (Sint-Petersburg) naar Moskou.
- 25 - De oprukkende Duitse troepen nemen Noyon in.
- 30 - De Britten geven hun poging Amman te veroveren op en trekken zich terug ten westen van de Jordaan.

april
- 1 - (Oostenrijk-Hongarije) - Op het traject Wenen-Olmütz-Kraków-Lemberg-Kiev wordt de eerste internationale luchtpostlijn ter wereld geopend.
- 1 - De Royal Air Force wordt opgericht, de eerste luchtmacht onafhankelijk van marine en landmacht.
- 5 - De Japanners bezetten Wladiwostok.
- 5 - Operatie Michael, (de eerste fase van) de Duitse opmars aan het westfront, komt ten einde. De Duitsers hebben grote terreinwinst geboekt, en zijn dicht bij Amiens, maar ze hebben de stad niet weten te bereiken of in te nemen.
- 6 - De Roden in de Finse Burgeroorlog verliezen Tampere na een van de bloedigste slagen ooit in Finland.
- 7 - Begin van de Vierde Slag bij Ieper, waarin de Duitsers proberen de Leie over te steken en Ieper te veroveren.
- 18 - De Pruisische regering verordent dat voetbalvelden moeten worden gebruikt voor het verbouwen van aardappels en koolrapen ten behoeve van de voedselvoorziening.
- 21 - De beroemdste vliegenier uit de oorlog, Manfred von Richthofen ofwel de Rode Baron, wordt neergeschoten.
- 22 - De Transkaukasische Democratische Federatieve Republiekk verklaart zich onafhankelijk van bolsjewistisch Rusland.
- 22 en 23 - Een geallieerde zeemacht verwoest de haven van Zeebrugge, die door de Duitsers werd gebruikt als basis voor U-boten.
- 24 - In Middelburg wordt de Staatkundig Gereformeerde Partij (SGP) opgericht.
- Bessarabië kiest voor aansluiting bij Roemenië.

mei
- 1 - Een groep jonge Groninger kunstenaars richt de kunstkring De Ploeg op.
- 7 - Vrede van Boekarest tussen de centralen en Roemenië: Roemenië moet gebied afstaan aan Bulgarije en Oostenrijk-Hongarije en is verplicht oliebronnen te verhuren aan Duitsland; de centralen op hun beurt erkennen de samenvoeging van Roemenië en Bessarabië.
- 9 - Tweede aanval op de haven van Oostende: Een slechts gedeeltelijk geslaagde Britse poging om de haven van Oostende voor de Duitsers onbruikbaar te maken door er een schip in te laten zinken.
- 14 - De Turken nemen Aleksandropel in.
- 15 - Er komt een regelmatige luchtpostdienst tussen New York en Washington D.C.
- 15 - (Finland) - De burgeroorlog eindigt.
- 15 - Griekenland gaat over tot bezetting van Smyrna (İzmir).
- 15 - Émile-Joseph Duval, de directeur van het Franse anarchistische blad Le Bonnet Rouge wordt ter dood veroordeeld voor landverraad. Andere betrokkenen krijgen 2 tot 10 jaar dwangarbeid.
- 15 - Een groot aantal medewerkers van de Belgische ondergrondse krant La Libre Belgique worden door de Duitse bezettingsmacht veroordeeld tot 10 tot 12 jaar gevangenis.
- 18 - (Nederlands-Indië) - De Volksraad, die is opgericht om de Indonesiërs inspraak te geven in het bestuur van de kolonie, wordt geopend.
- 19 - In de Rooms-Katholieke kerk wordt een nieuw wetboek, de Codex Iuris Canonici, van kracht.
- 26 - De Democratische Republiek Georgië verklaart zich onafhankelijk en stapt uit de Transkaukasische Democratische Federatieve Republiek.
- 27 - De Duitsers gaan opnieuw in de aanval, het begin van de Derde Slag bij de Aisne. In één dag rukken de Duitsers 22 km op.
- 28 - In een Amerikaanse tegenaanval wordt Cantigny ingenomen. Het is het eerste grote Amerikaanse offensief in de oorlog.
- 28 - Ook Armenië en Azerbeidzjan roepen de onafhankelijkheid uit, waarmee de Transkaukasische federatie ontbonden wordt.
- 28 - Het Duitse Rijk en Georgië tekenen het Verdrag van Poti, waarmee Georgië een Duits protectoraat wordt.
- 29 - De Duitsers trekken Soissons binnen.
- 29-30 - Slag bij Skra-di-Legen: Griekse en Franse troepen nemen een Bulgaarse versterkte stelling in Skra, ten noordwesten van Thessaloniki. Eerste grootschalige inzet van Griekse troepen in de Eerste Wereldoorlog.
- 30 - De Duitsers bereiken de Marne.
- 31 - De Fransen brengen de Renault FT, een kleine tank in de strijd, die bij de verdediging van Parijs van groot belang blijkt te zijn.

juni
- 4 - Het Ottomaanse Rijk tekent bilaterale verdragen in Batoemi met Armenië, Azerbeidzjan en Georgië en weet daarmee extra Kaukasisch territorium te verwerven ten opzichte van de Vrede van Brest-Litovsk.
- 24 - (Oostenrijk-Hongarije) - De opera Het kasteel van hertog Blauwbaard van Béla Bartók wordt voor het eerst uitgevoerd in Boedapest.
- 29 - (Oostenrijk-Hongarije) - In Wenen loopt de Oostenrijkse Adi Bierbrauer in 1'10,0" een nieuw wereldrecord op de 400 meter.

juli
- 3 - In Nederland worden parlementsverkiezingen gehouden, voor het eerst met algemeen mannenkiesrecht. Door het nieuwe stelsel van evenredige vertegenwoordiging komt in plaats van een parlement met twee blokken een volksvertegenwoordiging in bont palet van grote en kleine partijen tot stand. De Staatkundig Gereformeerde Partij doet haar intrede. De Rooms-Katholieke lijst wordt voor het eerst de grootste fractie, en haar leider Mgr. Nolens mag het voortouw nemen bij de kabinetsformatie.
- 4 - Slag bij Hamel: De Geallieerden verdrijven de Duitsers uit de omgeving van Amiens. Van belang vanwege de gecombineerde inzet van infanterie, tanks en luchtmacht.
- 10 De grondwet van de Russische Socialistische Federatieve Sovjetrepubliek wordt vastgesteld. Daarin wordt ook het embleem van de staat bepaald tot een hamer en sikkel.
- 17 - De Russische Tsaar Nicolaas II en zijn gezin worden, na anderhalf jaar verbanning, op last van de nieuwe plaatselijke Sovjetleiders gefusilleerd in Jekaterinenburg.
- 17 - (Italië) - Blijkens onderzoek van de arts Lo Monaco is tuberculose te genezen door injecties met sacharose.
- 24 - Op de Scopusberg in Jeruzalem wordt de eerste steen gelegd voor de Hebreeuwse Universiteit.
- juli - De Duitsers weten bij Château-Thierry de Marne over te steken, maar worden door de Amerikanen teruggedreven.

augustus
- 5 - Bij de vervroegde Statenverkiezingen in Suriname worden de afgetreden leden opnieuw gekozen, zonder dat er tegenkandidaten zijn gesteld. De parlementariërs waren afgetreden uit protest tegen de houding van de Nederlandse Tweede Kamer.
- 7 - (Zweden) - John Zander loopt in Stockholm met 8'33,2" een wereldrecord op de 3000 meter.
- 8 - Begin van de Slag bij Amiens en het Honderddagenoffensief. Bij een stormaanval door Franse en Amerikaanse troepen stort het Duitse westfront ineen.
- 9 - (VS) - Duke Kahanamoku scherpt in New York zijn eigen wereldrecord op de 100 meter vrije slag aan tot 1.01,4. Het oude record (1.01,6) stond sinds 20 juli 1912 op naam van de Amerikaanse zwemmer.
- 25 - (Duitsland) - Erna Murray zet in Berlijn met 1.35,2 een wereldrecord neer op de 100 meter rugslag.
- 25 - Generaal Dmitri Horvath verklaart zichzelf in een staatsgreep dictator over het Russische Verre Oosten. Als de geallieerden verklaren hem niet te steunen, treedt hij nog dezelfde dag weer af.
- 30 - Lenin raakt gewond bij een aanslag door de anarchist Fanya Kaplan.
- 70.000 Japanse troepen landen in Siberië om tegen de bolsjewieken te vechten en de Japanse belangen in het gebied te verdedigen.

september
- 3 - Pravda en Izvestia melden de ontdekking van het Lockhart Plot, een (vermeende) Engels-Franse poging de bolsjevieken omver te werpen en een nieuwe regering te installeren die Rusland terug in de Eerste Wereldoorlog moet brengen.
- 9 - Beëdiging eerste kabinet-Ruys de Beerenbrouck.
- 13 - Treinramp bij Weesp: De sneltrein van Amersfoort naar Amsterdam ontspoort nabij de spoorbrug over het Merwedekanaal en zakt vanaf het talud omlaag. Diverse houten rijtuigen worden versplinterd, waardoor er in deze rijtuigen veel slachtoffers vallen.
- 15 - Vanuit hun bruggenhoofd in Thessaloniki zetten Franse, Britse en Servische troepen een offensief in op Oostenrijkse posities in Macedonië, het Vardaroffensief.
- 16 - De Ottomanen bezetten Bakoe, belangrijk vanwege de omliggende olievelden.
- 19 - Begin van de Slag bij Megiddo, een grootschalige Britse aanval in Palestina.
- 20 - Stichting van de Koninklijke Nederlandsche Hoogovens en Staalfabrieken N.V. (Hoogovens) te IJmuiden.
- 22 - De Zweed Anatole Bolin loopt in Stockholm met 2.29,1 een wereldrecord op de 1000 meter.
- 25 - Oprichting van het (Nederlandse) Ministerie van Arbeid, voorloper van het Ministerie van SZW.
- 27 - (België) - In Vlaanderen zetten de Belgische troepen het slotoffensief in.
- 27 - In Radomir wordt de Bulgaarse republiek uitgeroepen met Aleksandar Stamboliyski als president.
- 28 - (Zwitserland) - In Lausanne gaat het muziektheaterstuk Histoire du soldat van Igor Stravinsky in première.
- 28 - Ook in het noordelijke deel van het Westfront gaan de geallieerden in de aanval: De Vijfde Slag bij Ieper, geleid door koning Albert.
- 29 - (Bulgarije) - De regering in Sofia ondertekent als eerste van de centrale mogendheden een wapenstilstand met de geallieerden.
- 29 - Het Belgische 4e Regiment Grenadiers en carabiniers herovert het dorp Passendale.
- 29 - In Duitsland wordt een nieuw staatsbestel ingevoerd met een veel sterkere rol voor het parlement.

oktober
- 1 - Britse en Arabische troepen veroveren Damascus.
- 2 - In Duitsland wordt een nieuwe regering gevormd onder prins Max van Baden. Hij stelt als voorwaarde dat de keizer zijn militaire rol neerlegt, en de Reichstag bepalend wordt voor oorlog en vrede.
- 3 - Nadat twee Amerikaanse postduiven door de Duitsers zijn doodgeschoten, weet Cher Ami, eveneens aangeschoten, toch de eigen linies te bereiken, waardoor 194 overlevenden kunnen worden gered.
- 9 - Finland wordt tot koninkrijk uitgeroepen onder Väinö I.
- 12 - Op IJsland komt de vulkaan Katla tot uitbarsting. De eruptie duurt 24 dagen en veroorzaakt overstromingen op het eiland.
- 12 - De Serviërs veroveren Niš, de Fransen Mitrovica.
- 14 - De geallieerden erkennen de Tsjecho-Slowaakse Nationale Raad onder Tomáš Masaryk als de voorlopige regering van een toekomstig Tsjecho-Slowakije.
- 14 - De Italianen nemen Durazzo, de hoofdstad van Albanië, in.
- 16 - Keizer Karel I van Oostenrijk maakt bekend dat Oostenrijk-Hongarije zal worden omgevormd tot een confederatie. De diverse bevolkingsgroepen in het keizerrijk krijgen autonomie.
- 17 - Belgische troepen nemen het door de Duitsers verlaten Oostende in.
- 17 - Begin van de Slag aan de Selle, een geallieerde poging de zwaar verdedigde Selle over te steken.
- 22 - Duitsland geeft de onbeperkte duikbootoorlog op.
- 24 - Na een jaar lang in de verdediging te zijn geweest, vallen de Italianen de Oostenrijkers aan. Begin van de Slag bij Vittorio Veneto.
- 24 - De Hongaarse troepen worden terug naar huis geroepen, en zijn niet meer beschikbaar om mee te vechten tegen de Italianen.
- 25 - In het militaire kampement De Harskamp op de Veluwe breken ernstige onlusten uit. Door alle woelingen in Europa ontstaat nu ook in Nederland de angst voor een revolutie.
- 25 - De Hongaarse nationalist Mihály Károlyi installeert een Nationale Raad in Boedapest.
- 26 - Erich Ludendorff wordt, formeel doch niet werkelijk op eigen verzoek, ontslagen als legerleider van Duitsland. Wilhelm Groener volgt hem op.
- 26 - Britse en Arabische troepen nemen Aleppo in.
- 27 - De Italianen en Britten steken in hun offensief tegen Oostenrijk-Hongarije de Piave over.
- 28 - (Oostenrijk-Hongarije) - De Tsjechische nationale raad roept de Tsjecho-Slowaakse republiek uit.
- 28 - Bij de Duitse vloot in Kiel breekt een grote muiterij uit.
- 29 - De Tsjechische nationale raad neemt de macht over in Praag.
- 29 - In Duitsland wordt opdracht gegeven voor een laatste grote aanval van de keizerlijke vloot, maar grote delen van de bemanning weigert en komt zelfs tot muiterij, waarna het bevel wordt ingetrokken.
- 29 - De Amerikaan Henry Ellis Warren brengt de eerste betrouwbare elektrische uurwerken op de markt.
- 30 - Wapenstilstand van Mudros: De Britten verklaren een wapenstilstand met het Ottomaanse Rijk. Einde van de Eerste Wereldoorlog in het Midden-Oosten.
- 30 - Het Kroatische parlement in Agram (Zagreb) verklaart dat Kroatië en Dalmatië vanaf nu onderdeel zijn van een staat van Slovenen, Kroaten en Serviërs.
- 30 - Keizer Karel I van Oostenrijk draagt de Kaiserliche und Königliche Kriegsmarine over aan de Nationale Raad van Slovenen, Kroaten en Serven.
- 30 - In Hongarije worden Hadik en zijn regeringsploeg ingezworen door aartshertog Jozef August, de keizerlijke gouverneur. Maar nog dezelfde dag breekt de Asterrevolutie uit en  de kersverse premier Hadik dient zijn ontslag in. De aartshertog vraagt Mihály Károlyi een Hongaarse regering te vormen. Hiermee wordt de splitsing van Hongarije en Oostenrijk formeel en definitief.

november
- 1 - De Britten bezetten Mosoel.
- 3 - Triëst valt in Geallieerde handen. Oostenrijk-Hongarije sluit een wapenstilstand. De Duitse zuidgrens is niet langer beschermd.
- 4 - Muiterij op de Duitse vloot in Kiel.
- 5 - Bij verkiezingen in de Verenigde Staten verliest de Democratische Partij van president Woodrow Wilson haar meerderheid in zowel de Senaat als het Huis van Afgevaardigden
- 5-6 - De muiterij/opstand slaat over van Kiel naar andere Duitse havensteden.
- 7 - Het Duitse leger trekt zich terug uit Noord-Frankrijk op de Antwerpen-Maasstelling.
- 7 - (Sovjet-Unie) - Op de eerste verjaardag van de revolutie wordt in Petrograd het eerste Sovjetdrama opgevoerd: Mysterium buffo van Vladimir Majakovski.
- 7 - Vanwege de algemene staking in Zwitserland in 1918 stuurt de Bondsraad het leger naar Zürich.
- 8 - Onder Kurt Eisner wordt de Vrijstaat Beieren uitgeroepen.
- 9 - Roemenië, dat eerder gedwongen was met de centralen vrede te sluiten, keert terug in de Eerste Wereldoorlog. Het Duitse leger krijgt een ultimatum om het land binnen 24 uur te verlaten.
- 9 - Philipp Scheidemann roept in Berlijn de republiek uit.
- 9 - Rijkskanselier Max von Baden treedt af, na eerst onterecht verklaard te hebben dat keizer Wilhelm II afgetreden is, en een regentschap wordt ingesteld. De sociaaldemocraat Friedrich Ebert volgt hem op.
- 9 - (Duitsland) - Keizer Wilhelm II treedt af, en besluit naar Nederland te vertrekken.
- 10 - De Duitse keizer komt per trein uit zijn hoofdkwartier in Spa naar Eijsden bij Maastricht. Hij vraagt en krijgt - tot woede van vooral Frankrijk en het Verenigd Koninkrijk - asiel in Nederland.
- 10 - De Canadese troepen trekken Bergen binnen.
- 10 - In Nederland richt A.H. Haentjes, geneesheer-directeur van een herstellingsoord voor tuberculosepatiënten, een Republikeinse Partij op. Doelstellingen zijn de afschaffing van het koningshuis, het leger, de vloot en de diplomatieke dienst.
- 10 - De Duitse regering verklaart zich bereid een wapenstilstand onder geallieerde voorwaarden te tekenen.
- 11 - Formeel einde van de Eerste Wereldoorlog met de ondertekening van de wapenstilstand in een treinwagon in het bos van Compiègne, ten noorden van Parijs.
- 12 - (Nederland) - Geïnspireerd door de omwentelingen in Duitsland en Rusland roept de socialistische leider Pieter Jelles Troelstra op tot revolutie. Hij veroorzaakt paniek, maar krijgt geen bijval.
- 12 - In Wenen wordt de Bondsrepubliek Oostenrijk uitgeroepen.
- 13 - Zaghloel Pasja eist van de Britten de onafhankelijkheid van Egypte.
- 14 - De republiek Tsjecho-Slowakije wordt uitgeroepen.
- 16 - (Oostenrijk-Hongarije) - Minister-president Mihály graaf Károlyi roept in Boedapest de Hongaarse republiek uit.
- 18 - Ramp van Hamont. In het Belgische Hamont ontploft een Duitse munitietrein, waardoor zeer veel mensen om het leven komen. Schattingen lopen uiteen van enige honderden tot 1007 doden.
- 20 - Een linkse novemberrevolutie in Duitsland resulteert in verdrijving van keizer Wilhelm II. Dit maakt de weg vrij voor de oprichting van de Weimarrepubliek in 1919.
- 21 - De Duitse Kriegsmarine brengt voor de haven van Scapa Flow de overgebleven schepen van de Hochseeflotte tot zinken.
- 21 - Koning Albert I sluit met de katholieke, liberale en socialistische leiders het Akkoord van Loppem over de inrichting van het naoorlogse België. Invoering van het algemeen enkelvoudig mannenkiesrecht (one man one vote) en gelijke positie voor het Nederlands ten opzichte van het Frans.
- 30 - De onder het keizerrijk verboden roman Der Untertan van Heinrich Mann verschijnt in Duitsland.

december
- 1 - Het Koninkrijk der Serven, Kroaten en Slovenen (het latere Joegoslavië) wordt gesticht.
- 1 - IJsland wordt onafhankelijk in personele unie met Denemarken.
- 3 - Enkele kunstenaars, onder wie Lyonel Feiniger en Paul Klee, sluiten zich aaneen tot de Novembergroep, ter ondersteuning van de Weimarrepubliek.
- 4 - Eerste editie van het pro-Vlaamse dagblad De Standaard.
- 10 - De Duitser Max Planck krijgt de Nobelprijs voor de Natuurkunde. De Nobelprijs voor de Scheikunde gaat naar zijn landgenoot Fritz Haber.
- 10 - Met saluutschoten wordt in Paramaribo het eerste Nederlandse schip sinds jaren begroet. De Vulcanus heeft in opdracht van de koloniale overheid een partij rijstebloem ingeslagen in Argentinië, want in Suriname is nauwelijks nog brood te krijgen.
- 13 - In de haven van Brest legt de USS George Washington aan, met aan boord president Wilson. Hij zal de vredesonderhandelingen in Versailles bijwonen.
- 14 - De sombere opera Il Tabarro ('De mantel') van Giacomo Puccini wordt in New York voor het eerst uitgevoerd.
- 14 - Koning Väinö I treedt weer af en Finland wordt een republiek.
- 18 - Franse en andere geallieerde troepen landen bij Odessa om de Witten te steunen in de Russische Burgeroorlog.
- 24 - Koning Ferdinand I van Roemenië bekrachtigt het besluit tot inlijving van Zevenburgen.
- De aansluiting van Bessarabië bij Roemenië wordt definitief.
- 27 - Aanvang Groot-Poolse opstand

zonder datum
- (VS) - Edwin Howard Armstrong ontwikkelt de eerste bruikbare ontvanger voor radio.
- (Zweden) - Het Zweedse warenhuis AB Turitz & Co wordt opgericht

## Muziek
- Gabriel Fauré componeert Fantaisie G gr.t. Opus 111
- Giacomo Puccini schrijft de opera's van Il trittico
- Erik Satie componeert het symfonische drama Socrate

### Premières
- 21 februari: Easter hymn van Frank Bridge (zangstem, piano; de koorversie verscheen pas in 1930)
- 28 februari: Am Spinett van Christian Sinding
- 31 maart: definitieve versie van Symfonie nr. 7 van Asger Hamerik
- 25 april: Drie Paganinicapriccio's van Karol Szymanowski
- 18 september: Liederen van Alf Hurum
- 16 oktober: Lento van Frank Bridge
- 26 oktober: Blow out, you bugles van Frank Bridge
- 30 oktober: Come to me in my dreams, Adoration, Mantle of blue, Where she lies asleep, So early in the morning, O van Frank Bridge
- 21 november: Mélodie in cis-mineur van Frank Bridge

## Beeldende kunst
- De Vlaamse schilder en graficus Frans Masereel geeft in Zwitserland zijn derde anti-oorlogsalbum De hartstocht van de mens uit.

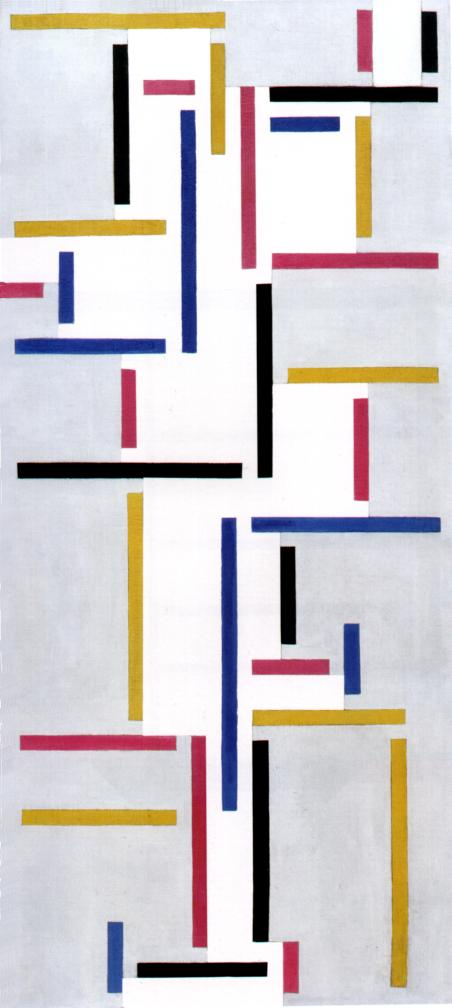
Theo van Doesburg. Ritme van een Russische dans.
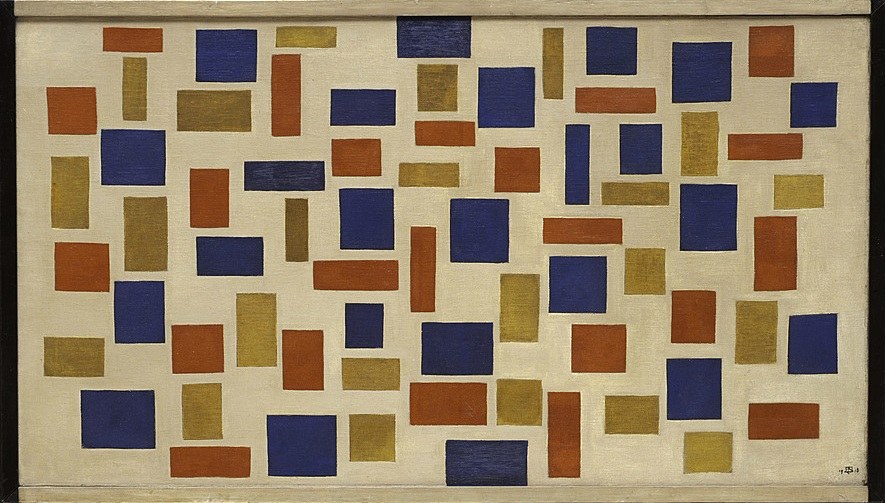
Theo van Doesburg. Compositie XI.
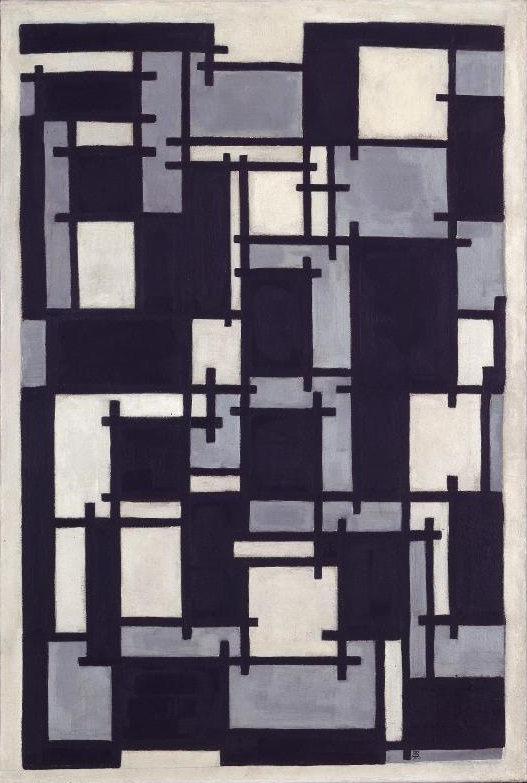
Theo van Doesburg. Compositie X.
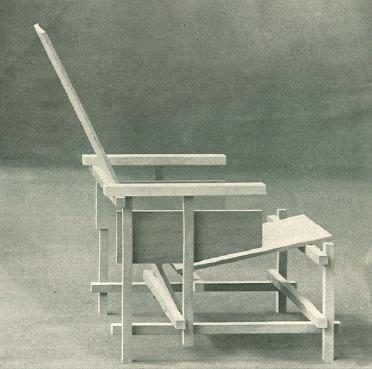
Gerrit Rietveld. Rood-blauwe stoel. 1918 (waarschijnlijk).

## Bouwkunst

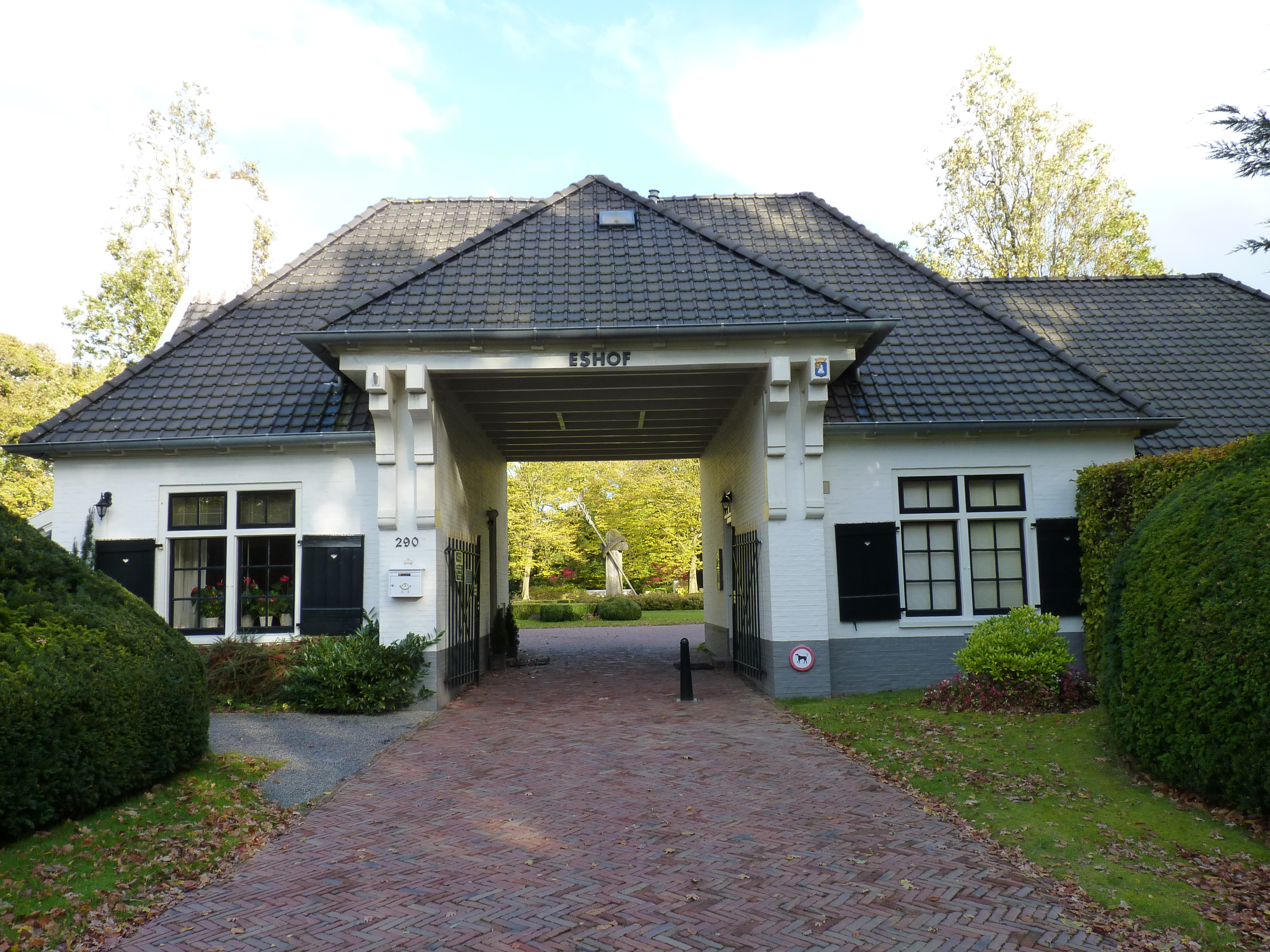
De Eshof poortgebouw, Haren (1918) Kuiler & Drewes

## Geboren

### januari
- 1 - Willy den Ouden, Nederlands zwemster (overleden 1997)
- 3 - Allen Heath, Canadees autocoureur (overleden 1981)
- 4 - Jan Potharst, Nederlands voetballer en sportbestuurder (overleden 2008)
- 7 - Irene Vorrink, Nederlands politica (PvdA) (overleden 1996)
- 15 - Vicente de la Mata, Argentijns voetballer (overleden 1980)
- 15 - Gamal Abdel Nasser, president van Egypte (overleden 1970)
- 15 - João Figueiredo, president van Brazilië (overleden 1999)
- 16 - Nel Benschop, Nederlands dichteres (overleden 2005)
- 16 - Steye van Brandenberg, Nederlands acteur en regisseur (overleden 1990)
- 21 - Richard Winters, Amerikaans militair (overleden 2011)
- 23 - Gertrude Elion, Amerikaans farmcologe en Nobelprijswinnares (overleden 1999)
- 25 - Tranquilo Cappozzo, Argentijns roeier (overleden 2003)
- 26 - Nicolae Ceaușescu, Roemeens dictator (overleden 1989)
- 26 - Philip José Farmer, Amerikaans schrijver (overleden 2009)
- 28 - Sandro Puppo, Italiaans voetballer en voetbalcoach (overleden 1986)
- 29 - John Forsythe, Amerikaans acteur (overleden 2010)

### februari
- 1 - Muriel Spark, Brits (Schots) schrijfster (overleden 2006)
- 2 - Hella Haasse, Nederlands schrijfster (overleden 2011)
- 3 - Joey Bishop, Amerikaans komiek en acteur (overleden 2007)
- 5 - Edith Alice Müller, Zwitsers astronoom (overleden 1995)
- 6 - Lothar-Günther Buchheim, Duits kunstschilder, kunstverzamelaar en schrijver (overleden 2007)
- 7 - Jan de Haas (Engelandvaarder), Nederlands SOE-agent, omgekomen in Mauthausen (overleden 1944)
- 11 - Anne Stine Ingstad, Noors archeologe (overleden 1997)
- 12 - Julian Schwinger, Amerikaans theoretisch natuurkundige en Nobelprijswinnaar (overleden 1994)
- 13 - Jules Henriet, Belgisch voetballer en voetbalcoach (overleden 1997)
- 15 - Hank Locklin, Amerikaans countryzanger (overleden 2009)
- 15 - Allan Arbus, Amerikaans acteur (overleden 2013)
- 19 - Fay McKenzie, Amerikaans actrice (overleden 2019)
- 19 - Edzo Toxopeus, Nederlands politicus (overleden 2009)
- 21 - Paul Priem, Belgisch politicus (overleden 2012)
- 22 - Alfred J. Gross, Amerikaans communicatiepionier en uitvinder (overleden 2000)
- 23 - Lelé, Braziliaans voetballer (overleden 2003)
- 24 - Jan Retèl, Nederlands acteur (overleden 1984)
- 25 - Barney Ewell, Amerikaans atleet (overleden 1996)
- 25 - Bobby Riggs, Amerikaanse tennisser (overleden 1995)
- 27 - Adriaan Buter, Nederlands journalist (overleden 2000)
- 28 - John Karlin, Amerikaans industrieel psycholoog (overleden 2013)

### maart
- 2 - Gonne Donker, Nederlands langebaanschaatsenrijdster (overleden 2005)
- 2 - Jean Mesritz, Nederlands verzetsstrijder (overleden 1945)
- 3 - Arthur Kornberg, Amerikaanse biochemicus (overleden 2007)
- 3 - Arnold Newman, Amerikaans fotograaf (overleden 2006)
- 3 - Frans Poptie, Nederlands jazzviolist (overleden 2010)
- 4 - José Maria Larrauri Lafuente, Spaans bisschop (overleden 2008)
- 4 - Margaret Osborne-duPont, Amerikaans tennisspeelster (overleden 2012)
- 5 - Ester Nagel, Deense auteur (overleden 2005)
- 5 - James Tobin, Amerikaans econoom (overleden 2002)
- 6 - Joanne Klink, Nederlands theologe en schrijfster van kinderbijbels (overleden 2008)
- 9 - George Lincoln Rockwell, Amerikaans neonazistisch politicus (overleden 1967)
- 9 - Mickey Spillane, Amerikaans acteur en schrijver (overleden 2006)
- 12 - Amos Joel, Amerikaans elektrotechnicus (overleden 2008)
- 15 - Marvin Burke, Amerikaans autocoureur (overleden 1994)
- 15 - Gérard Mertens, Nederlands politicus (overleden 2018)
- 16 - Aldo van Eyck, Nederlands architect (overleden 1999)
- 16 - Frederick Reines, Amerikaans natuurkundige en Nobelprijswinnaar (overleden 1998)
- 18 - Terry Spencer, Brits oorlogsfotograaf (overleden 2009)
- 20 - Bernd Alois Zimmermann, Duits componist (overleden 1970)
- 28 - Anselmo Colzani, Italiaans operazanger (overleden 2006)
- 29 - Pearl Bailey, Amerikaans actrice en zangeres (overleden 1990)

### april
- 3 - Mary Anderson, Amerikaans actrice (overleden 2014)
- 4 - Sacco van der Made, Nederlands acteur (overleden 1997)
- 6 - Skip Alexander, Amerikaans golfer (overleden 1997)
- 7 - Peter Aryans, Nederlands acteur (overleden 2001)
- 7 - Fia van Veenendaal-van Meggelen, Nederlands politicus (overleden 2005)
- 8 - Betty Ford, echtgenote van Amerikaans president Gerald Ford (overleden 2011)
- 8 - Grethe Meyer, Deens industrieel ontwerper (overleden 2008)
- 9 - Jørn Utzon, Deense architect (bekend van Sydney Opera House) (overleden 2008)
- 10 - Wim Ibo, Nederlands cabaretdeskundige (overleden 2000)
- 11 - Jaap Penraat, Amerikaans-Nederlands verzetsstrijder, binnenhuisarchitect en industrieel designer (overleden 2006)
- 14 - Mary Healy, Amerikaans actrice en zangeres (overleden 2015)
- 14 - Scott Young, Canadees journalist en schrijver (overleden 2005)
- 18 - Gabriel Axel, Deens filmregisseur (overleden 2014)
- 18 - Dick Frazier, Amerikaans autocoureur (overleden 1995)
- 18 - Claudio Teehankee sr., opperrechter Filipijns hooggerechtshof (1986-1988) (overleden in 1989)
- 19 - Dirk Durrer, Nederlands cardioloog en hoogleraar (overleden 1984)
- 19 - Georges Heisbourg, Luxemburgs diplomaat (overleden 2008)
- 19 - Luis María de Larrea y Legarreta, Spaans rooms-katholiek bisschop (overleden 2009)
- 20 - Kai Siegbahn, Zweeds natuurkundige en Nobelprijswinnaar (overleden 2007)
- 21 - Eddy Christiani, Nederlands gitarist en zanger (overleden 2016)
- 23 - Aleksandr Ponomarjov, Sovjet-Oekraïens voetballer (overleden 1973)
- 26 - Fanny Blankers-Koen, Nederlands atlete en olympisch kampioene (overleden 2004)
- 27 - Sten Rudholm, Zweeds rechtskundige (overleden 2008)
- 27 - Einar Skinnarland, Noors verzetsstrijder, SOE-agent en waterbouwkundige (overleden 2002)

### mei
- 2 - Georges Debunne, Belgisch socialistisch vakbondsleider (overleden 2008)
- 2 - Tetje de Jong, Nederlands eerste vrouwelijke politiecommissaris (overleden 1999)
- 3 - Otto Dicke, Nederlands beeldend kunstenaar en illustrator (overleden 1984)
- 6 - Pim Dikkers, Nederlands acteur (overleden 1978)
- 7 - Henryk Alszer, Pools voetballer (overleden 1959)
- 9 - Mike Wallace, Amerikaans journalist, televisiepresentator en mediapersoonlijkheid (overleden 2012)
- 11 - Nini Boesman, Eerste Nederlandse ballonvaarster (overleden 2009)
- 11 - Richard Feynman, natuurkundige, didacticus en Nobelprijswinnaar (overleden 1988)
- 12 - Alfred Bickel, Zwitsers voetballer en voetbaltrainer (overleden 1999)
- 14 - Marie Smith Jones, laatste moedertaalspreker van het Eyak (overleden 2008)
- 15 - Joseph Wiseman, Canadees acteur (overleden 2009)
- 16 - Dora Lindeman, Nederlands sopraan (overleden 2008)
- 20 - Edward B. Lewis, Amerikaans geneticus en Nobelprijswinnaar (overleden 2004)
- 23 - Dominador Aytona, Filipijns politicus, bestuurder en topman (overleden 2017)
- 27 - Yasuhiro Nakasone, Japans premier (overleden 2019)
- 28 - Annie Oosterbroek-Dutschun, Nederlands schrijfster van streekromnans (overleden 1983)
- 30 - Martin Lundström, Zweeds langlaufer (overleden 2016)
- 31 - Henk Schijvenaar, Nederlands honkballer en voetballer (overleden 1996)

### juni
- 6 - Edwin Gerhard Krebs, Amerikaans biochemicus en Nobelprijswinnaar (overleden 2009)
- 8 - Robert Preston, Amerikaans acteur (overleden 1987)
- 8 - Jacques Reuland, Nederlands componist, dirigent en pedagoog (overleden 2008)
- 8 - Ivo van Yvezele, Belgisch dichter en schilder (overleden 1999)
- 15 - Mohamad Ali Dimaporo, Filipijns politicus (overleden 2004)
- 15 - François Tombalbaye, Tsjadisch president (overleden 1975)
- 17 - Jenny Dalenoord, Nederlands illustratrice (overleden 2013)
- 18 - Reinaldo Gorno, Argentijns atleet (overleden 1994)
- 18 - Jerome Karle, Amerikaans fysisch scheikundige en Nobelprijswinnaar (overleden 2013)
- 18 - Frank Mundy, Amerikaans autocoureur (overleden 2009)
- 18 - Bert Schierbeek, Nederlands schrijver (overleden 1996)
- 18 - Anton van Wilderode, Vlaams dichter en schrijver (overleden 1998)
- 19 - Gunnel Vallquist, Zweeds schrijfster en vertaalster (overleden 2016)
- 20 - George Lynch, Amerikaans autocoureur (overleden 1997)
- 21 - Dieuwke Kollewijn, Nederlands kunstenares (overleden 2015)
- 22 - Cicely Saunders, Brits arts en promotor van hospices en palliatieve zorg (overleden 2005)
- 24 - António dos Reis Rodriguez, Portugees hulpbisschop (overleden 2009)
- 25 - Charles Arnold-Baker, Engels pleiter en historicus (overleden 2009)
- 25 - Philip Bloemendal, Nederlands nieuwlezer; van 1946-1986 presentator van het Polygoonjournaal (overleden 1999)

### juli
- 2 - Wim Boost, Nederlands cartoonist (overleden 2005)
- 2 - Franz Marischka, Oostenrijks regisseur (overleden 2009)
- 3 - Kokkie Gilles, Nederlands vertrouwelinge van Bernhard van Lippe-Biesterfeld (overleden 2006)
- 4 - Johnnie Parsons, Amerikaans autocoureur en winnaar van de Indianapolis 500 in 1950 (overleden 1984)
- 4 - Taufa'ahau Tupou IV, koning van Tonga (overleden 2006)
- 6 - Silvia de Groot, Nederlands wetenschapper en Surinamist (overleden 2009)
- 8 - Cor Hilbrink, Nederlands ondernemer, verzetsstrijder en sportbestuurder (overleden 1973)
- 9 - Nicolaas Govert de Bruijn, Nederlands hoogleraar en wiskundige (overleden 2012)
- 10 - Fred Wacker, Amerikaans autocoureur (overleden 1998)
- 13 - Alberto Ascari, Italiaans autocoureur (overleden 1955)
- 14 - Ingmar Bergman, Zweeds filmregisseur (overleden 2007)
- 15 - Bertram Brockhouse, Canadees natuurkundige en Nobelprijswinnaar (overleden 2003)
- 15 - Dennis Feltham Jones, Brits sciencefictionschrijver (overleden 1981)
- 15 - Ad Groenendijk, verzetsstrijdster (overleden 2018)
- 17 - Red Sovine, Amerikaans countryzanger (overleden 1980)
- 18 - Lia Dorana, Nederlands cabaretière en actrice (overleden 2010)
- 18 - Nelson Mandela, Zuid-Afrikaans dissident en president van Zuid-Afrika (overleden 2013)
- 22 - Pim Lier, Nederlands advocaat en politicus (Centrumpartij); halfbroer van koningin Juliana (overleden 2015)
- 23 - Abraham Bueno de Mesquita, Nederlands acteur en komiek (overleden 2005)
- 24 - Theodor Kery, Oostenrijks politicus (overleden 2010)
- 25 - Frans Wanders, Nederlands zanger en bassist (overleden 2006)
- 27 - Bud Clemons, Amerikaans autocoureur (overleden 2001)
- 27 - Jopie Selbach, Nederlands zwemster (overleden 1998)
- 31 - Paul D. Boyer, Amerikaans biochemicus en Nobelprijswinnaar (overleden 2018)
- 31 - Wim Roosen, Nederlands voetballer, atleet en sportbestuurder (overleden 1986)

### augustus
- 1 - Zhou Xuan, Chinees zangeres en actrice (overleden 1957)
- 2 - Jim Delligatti, bedenker van de Big Mac (overleden 2016)
- 3 - Cheng Kaijia, Chinees kernfysicus (overleden 2018)
- 7 - C. Buddingh', Nederlands dichter (overleden 1985)
- 10 - Leon Aernaudts, Belgisch voetballer en voetbalcoach (overleden 1992)
- 12 - Guy Gibson, Brits bombardementspiloot (overleden 1944)
- 13 - Frederick Sanger, Brits moleculair bioloog en tweevoudig Nobelprijswinnaar (overleden 2013)
- 13 - Mechie Trommelen, Nederlands ondernemer (overleden 1994)
- 15 - Jean Achard, Frans autocoureur (overleden 1951)
- 18 - Piet Keijzer, Nederlands langebaan- en marathonschaatser (medewinnaar zesde Elfstedentocht) (overleden 2008)
- 22 - Mary McGrory, Amerikaans journalist en columnist (overleden 2004)
- 23 - Guus Hermus, Nederlands acteur (overleden 2001)
- 24 - Avery Dulles, Amerikaans kardinaal en theoloog (overleden 2008)
- 25 - Leonard Bernstein, Amerikaanse componist, dirigent en pianist (overleden 1990)
- 26 - Katherine Johnson, Amerikaans wiskundige en ruimtewetenschapper (overleden 2020)
- 26 - Louis Stotijn, Nederlands fagottist en dirigent (overleden 2013)
- 27 - Jelle Zijlstra, Nederlands minister-president (overleden 2001)
- 28 - Václav Bedřich, Tsjechisch regisseur van animatiefilms (overleden 2009)
- 28 - Guus Brox, Nederlands voetbalmanager (overleden 2001)
- 28 - Piet Knijnenburg, Nederlands motorsporter (overleden 2017)
- 29 - Clemens Roothaan, Nederlands-Amerikaans natuurkundige en informaticus (overleden 2019)

### september
- 3 - Helen Wagner, Amerikaans actrice (overleden 2010)
- 4 - Ashruf Karamat Ali, Surinaams praktizijn en politicus (overleden 1971)
- 4 - Gerald Wilson, Amerikaans jazzmusicus (overleden 2014)
- 5 - Wim Hoddes, Nederlands acteur (overleden 2012)
- 7 - Max Heymans, Nederlands modeontwerper (overleden 1997)
- 8 - Derek Barton, Brits organisch-chemicus en Nobelprijswinnaar (overleden 1998)
- 8 - Bjørn Spydevold, Noors voetballer en voetbaltrainer (overleden 2002)
- 9 - Oscar Luigi Scalfaro, Italiaans politicus; president 1992-1999 (overleden 2012)
- 10 - Geninho, Braziliaans voetballer (overleden 1980)
- 10 - Herman van Run, Nederlands journalist en radiomaker (overleden 2012)
- 14 - Cachao López, Cubaans mambomuzikant (overleden 2008)
- 15 - Alfred Chandler, Amerikaans historicus en bedrijfskundige (overleden in 2007)
- 16 - Branka Veselinović, Servisch actrice (overleden 2023)
- 17 - Jorge Illueca, president van Panama (overleden 2012)
- 18 - Jan Berger, Nederlands burgemeester en politicus (overleden 1978)
- 21 - Karl Slover, Amerikaans acteur (overleden 2011)
- 23 - Salvatore Pappalardo, Italiaans kardinaal-aartsbisschop van Palermo (overleden 2006)
- 25 - Noronha, Braziliaans voetballer (overleden 2003)
- 27 - Martin Ryle, Engels astronoom en Nobelprijswinnaar (overleden 1984)
- 29 - Anna Kalouta, Grieks actrice (overleden 2010)
- 29 - Abe Kuipers, Nederlands beeldend kunstenaar en typograaf (overleden 2016)

### oktober
- 2 - Cor Bakker, Nederlands wielrenner (overleden 2011)
- 3 - Henri Coppens, Belgisch voetballer (overleden 2003)
- 4 - Giovanni Cheli, Italiaans kardinaal (overleden 2013)
- 4 - Kenichi Fukui, Japans scheikundige en Nobelprijswinnaar (overleden 1998)
- 8 - Jens Christian Skou, Deens scheikundige en Nobelprijswinnaar (overleden 2018)
- 9 - Howard Hunt, Amerikaans schrijver, geheime-dienstmedewerker en crimineel (Watergateschandaal) (overleden 2007)
- 9 - Edgard Pisani, Frans politicus (overleden 2016)
- 10 - Bobby Byrne, Amerikaanse trombonist en bigbandleider (overleden 2006)
- 10 - Werner Dollinger, Duits politicus (overleden 2008)
- 10 - Victor Guns, Belgisch politicus (overleden 2009)
- 10 - Thomas Stoltz Harvey, Amerikaans patholoog (overleden 2007)
- 16 - Tony Rolt, Brits autocoureur (overleden 2008)
- 16 - Henri Vernes, Waals schrijver (overleden 2021)
- 18 - Molly Geertsema, Nederlands politicus (overleden 1991)
- 18 - Konstantinos Mitsotakis, Grieks politicus en premier (overleden 2017)
- 19 - Robert Schwarz Strauss, Amerikaans advocaat en diplomaat (overleden 2014)
- 20 - Raul Manglapus, Filipijns senator en minister van buitenlandse zaken (overleden 1999)
- 24 - Jim Peters, Brits atleet (overleden 1999)
- 26 - Eric Ericson, Zweeds koordirigent (overleden 2013)
- 26 - Marc Hodler, Zwitsers voormalig IOC-lid (overleden 2006)
- 27 - Gérard Tremblay, Canadees bisschop (overleden 2019)
- 28 - Ans Niesink, Nederlands atlete (overleden 2010)
- 29 - Baby Peggy, Amerikaans kindactrice (overleden 2020)
- 30 - Elly den Haan-Groen, Nederlands politica (overleden 1998)
- 31 - Griffin Bell, Amerikaans jurist en politicus (overleden 2009)

### november
- 1 - Ken Miles, Brits autocoureur (overleden 1966)
- 2 - Robert Raes, Belgisch priester en huisprelaat van de paus (overleden 2011)
- 5 - Gisela Arendt, Duits zwemster (overleden 1969)
- 7 - Billy Graham, Amerikaans evangelist (overleden 2018)
- 7 - Willemijn van Gurp, Nederlands verzetsstrijdster in WO II (overleden 2021)
- 9 - Spiro Agnew, Amerikaans politicus (vicepresident 1969-1973) (overleden 1996)
- 9 - Manuel Castro Ruiz, Mexicaans aartsbisschop (overleden 2008)
- 9 - Arie de Vroet, Nederlands voetballer en voetbalcoach (overleden 1999)
- 10 - Oda Blinder, Curaçaos-Nederlands dichteres (overleden 1969)
- 10 - Ernst Otto Fischer, Duits scheikundige en Nobelprijswinnaar (overleden 2007)
- 11 - Louise Tobin, Amerikaans jazzzangeres (overleden 2022)
- 13 - Werner Aspenström, Zweeds dichter (overleden 1997)
- 15 - Alf Fields, Engels voetballer (overleden 2011)
- 15 - Adolfo Pedernera, Argentijns voetballer (overleden 1995)
- 17 - Eddie Stijkel, Nederlands econoom en politicus (overleden 1982)
- 19 - Eugenio Echeverría Castellot, Mexicaans politicus (overleden 1999)
- 20 - Johannes ten Heuvelhof, Nederlands politicus en bestuurder (ARP/CDA); 1970-1983 burgemeester van Hazerswoude (overleden 2003)
- 20 - Dora Ratjen, Duits atleet (overleden 2008)
- 22 - Nicolaas Wijnberg, Nederlands kunstenaar, kunstschilder en choreograaf (overleden 2006)
- 24 - Frans van der Gun, Nederlands politicus (overleden 2001)
- 26 - Patricio Aylwin, Chileens politicus (overleden 2016)

### december
- 3 - Viking Björk, Zweeds hartchirurg (overleden 2009)
- 6 - Riek de Raat, Nederlands kunstschilderes (overleden 2018)
- 7 - Timuel Black, Amerikaans historicus, schrijver en mensenrechtenactivist (overleden 2021)
- 7 - Max Merkel, Oostenrijks voetballer en voetbalcoach (overleden 2006)
- 8 - Gérard Souzay, Frans zanger (bariton) (overleden 2004)
- 10 - Jeu van Bun, Nederlands voetballer (overleden 2002)
- 11 - Aleksandr Solzjenitsyn, Russisch schrijver, onder meer van het boek de Goelag Archipel (overleden 2008)
- 13 - Bill Vukovich, Amerikaans autocoureur (overleden 1955)
- 16 - Pierre Delanoë, Frans tekstschrijver (overleden 2006)
- 19 - Herman Sandberg, Nederlands journalist; hoofdredacteur van Het Parool 1961-1981 (overleden 2008)
- 19 - Jacques Waisvisz, Nederlands Engelandvaarder en scheikundige (overleden 2020)
- 21 - Kurt Waldheim, Oostenrijks diplomaat en politicus (secretaris-generaal van de Verenigde Naties en bondspresident) (overleden 2007)
- 22 - Emiel Pauwels, Belgisch atleet (overleden 2014)
- 23 - Helmut Schmidt, Duits politicus (bondskanselier van Duitsland 1974-1982) (overleden 2015)
- 24 - Bill Taylor, Amerikaans autocoureur (overleden 2004)
- 26 - Ntsu Mokhehle, Lesothaans politicus (oud-minister-president) (overleden 1999)
- 26 - Georgios Rallis, Grieks politicus (oud-premier) (overleden 2006)
- 31 - Virginia Davis, Amerikaans actrice (overleden 2009)
- 31 - Gunder Hägg, Zweeds atleet (overleden 2004)

## Overleden
januari
- 2 - Sybe Kornelis Bakker (42), vrijzinnig christen-socialist en hervormd predikant
- 6 - Georg Cantor (72), Duitse wiskundige
- 8 - Johannes Pääsuke (25), Estisch fotograaf en filmmaker

februari
- 2 - John L. Sullivan (59), Amerikaans bokser
- 6 - Gustav Klimt (55), Oostenrijks symbolistisch schilder

maart
- 2 - Hubert Howe Bancroft (85), Amerikaans historicus
- 13 - César Cui (83), Russisch componist en muziekcriticus
- 13 - Lucretia Garfield (85), Amerikaans first lady
- 25 - Claude Debussy (55), Frans impressionistisch componist
- 27 - Martin Sheridan (36), Amerikaans atleet

april
- 2 - Willem de Beaufort (73), Nederlands liberaal staatsman
- 5 - George Tupou II (43), 2e koning van Tonga
- 26 - Richard Kandt (50), Duits ontdekkingsreiziger
- 29 - Arnold von Siemens (64), Duits industrieel en politicus

mei
- 18 - Jean Chrétien Baud (64), Nederlands jurist

juni
- 10 - Arrigo Boito (76), Italiaans componist en librettist

juli
- 3 - Mehmet V (73), sultan van het Ottomaanse Rijk
- 16 - Tsaar Nicolaas II (50), de laatste tsaar van Rusland en de laatste heerser van de Romanov dynastie
- 16 - Aleksej Nikolajevitsj Romanov (13) van Rusland
- 26 - Henry Macintosh, (26), Schots atleet

augustus
- 3 - Albert Hahn (41), Nederlands tekenaar

september
- 2 - John Forrest (71), Australisch ontdekkingsreiziger, eerste premier van West-Australië en kabinetsminister in Australiës eerste federale regering
- 7 - Jan Evert Scholten (69), Nederlands industrieel
- 18 - Ernest Farrar (33), Brits componist en organist
- 21 - David Hendrik Havelaar (65), Nederlands ingenieur en politicus
- 28 - Georg Simmel (60), Duits filosoof en socioloog

oktober
- 3 - Anne Casimir Pyrame de Candolle (82), Zwitsers botanicus
- 7 - Raymond Duchamp-Villon (41), Frans beeldhouwer
- 7 - Charles Hubert Parry (70), Engels componist
- 29 - Rudolf Tobias (45), Estisch componist
- 31 - Egon Schiele (28), Oostenrijks expressionistisch schilder
- 31 - István Tisza (57), Hongaars politicus (aanslag)

november
- 4 - Wilfred Owen (25), Engelse oorlogsdichter
- 4 - Andrew Dickson White (85), Amerikaans diplomaat
- 12 - Martin Delgado (60), Filipijns generaal
- 27 - Belfort Duarte (35), Braziliaans voetballer
- 27 - Bohumil Kubišta (34), Tsjechisch schilder

december
- 1 - George Henry Barnet Lyon (69), Nederlands jurist en bestuurder in Suriname
- 2 - Edmond Rostand (50), Frans schrijver
- 6 - Hendrik Enno Boeke (37), Nederlands mineraloog en petrograaf
- 7 - Frank Wilson (59), 9e premier van West-Australië

datum onbekend
- Sotirios Versis (38/39), Grieks atleet

## Weerextremen in België
- maart: Maart met laagste relatieve vochtigheid: 69 % (normaal 79,2 %).
- juni: Juni met laagste gemiddelde minimumtemperatuur: 7,7 °C (normaal 11,3 °C).
- 20 juli: Onweer met hagelstenen tot 5 cm in de provincie Namen. In Floreffe en in Mettet veroorzaken wind en hagel veel schade.
- 23 augustus: 59 mm neerslag in Genk en 67 mm in Rummen (Geetbets).
- september: September met hoogste gemiddelde windsnelheid: 4,4 m/s (normaal 3,2 m/s).
- december: 28 regendagen in Ukkel (record van de eeuw voor de maand december) (normaal 20 dagen). In 1833 waren er 30 neerslagdagen.

Bron: KMI Gegevens Ukkel 1901-2003  met aanvullingen 